# Joseph Nathaniel French
Joseph Nathaniel French, Sr. (24 de octubre de 1888 - 28 de febrero de 1975) fue un arquitecto estadounidense en Albert Kahn Associates de 1914 a 1967. Además fue el arquitecto jefe del Edificio Fisher en Detroit, Míchigan.

## Biografía
Nació el 24 de octubre de 1888 en Boston, Massachusetts como hijo de Joseph Brown Morse French y Erlenia Helen Matilde Faulkner. Tuvo cuatro hermanas: Frances Gertrude (que murió de cólera), Emma Matilda, Nettie Eveline y Marion Ruth. French asistió al Instituto de Tecnología de Massachusetts y se graduó en 1911.
La primera vez que se casó con Gertrude Amie Torno el 14 de mayo de 1912 en la iglesia episcopal de San Esteban en Boston. Fue puesto a cargo de las últimas etapas de construcción en la residencia Fair Lane de Henry Ford en Dearborn, Míchigan en 1913. En 1914 comenzó a trabajar para la firma de Albert Kahn en Detroit como dibujante, y luego como arquitecto. Para 1916 vivía en 2098 Woodward Avenue en Detroit. El 10 de junio de 1921 murió su esposa Amie. El 8 de junio de 1926 se casó con Yolanda Christina Tandberg. Yolanda era hija de Thorvald Martin Tandberg y Alvilde Marie Magdalene Naess de Noruega. Ella era 14 años más joven que Joseph. Tuvieron varios hijos, incluido Joseph Nathaniel French, Jr. Mientras que en Kahn fue arquitecto jefe del Edificio Fisher en 1928. 
De 1930 a 1932 trabajó en la oficina de Albert Kahn Associates en Moscú con otros veinticuatro ingenieros y arquitectos de Kahn. Uno de sus proyectos fue el trabajo de acero del edificio General Motors Futurama en la Feria Mundial de Nueva York de 1939. Trabajó en el diseño de la planta de Chrysler cerca de Kansas City, Misuri.
Murió el 28 de febrero de 1975 en Livonia, Míchigan. Fue enterrado en el cementerio Roseland Park número 29001 Woodward Avenue, Berkley, Míchigan.